# Шарженьга (приток Кичменьги)
Шарженьга — река в России, протекает в Кичменгско-Городецком районе Вологодской области. Устье реки находится в 7 км по левому берегу реки Кичменьга. Длина реки составляет 53 км.
Исток реки находится на Северных Увалах в северо-восточной части болота Большое Шарженьгское в 30 км к северо-востоку от села Кичменгский Городок. Генеральное направление течения — юг, русло сильно извилистое. Верхнее и среднее течение проходит по ненаселённому холмистому лесному массиву. В нижнем течении протекает деревни Горбово и Недуброво.
Ширина реки в нижнем течении около 20 м. Впадает в Кичменьгу чуть выше деревни Решетниково.

## Притоки (км от устья)
- 9 км: река Манаксур (лв)
- река Талица (пр)
- река Великая (пр)
- река Крутая (лв)
- река Великая (лв)
- 35 км: река Егра (пр)
- 37 км: река Малая Шарженьга (пр)
- река Кобылья (лв)

## Данные водного реестра
По данным государственного водного реестра России и геоинформационной системы водохозяйственного районирования территории РФ, подготовленной Федеральным агентством водных ресурсов:
- Бассейновый округ — Двинско-Печорский;
- Речной бассейн — Северная Двина;
- Речной подбассейн — Малая Северная Двина;
- Водохозяйственный участок — Юг;
- Код водного объекта — 03020100212103000010897.